# Ministro Junior (Irlanda del Norte)

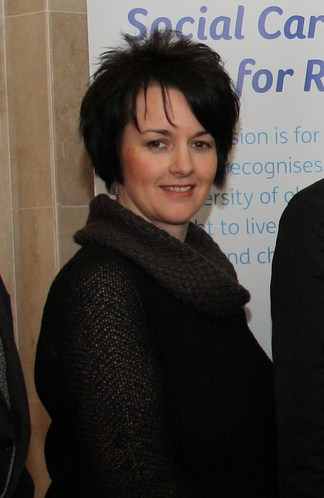
Pam Cameron es la actual ministra junior de Irlanda del Norte.

El término Ministro Junior es utilizado en Irlanda del Norte, es el nombre que se da a dos cargos o posiciones públicas en la Oficina Ejecutiva, un departamento del Ejecutivo de Irlanda del Norte que responde ante el Ministro principal y al Viceministro Principal de Irlanda del Norte. Los puestos han sido ocupados por Aisling Reilly y Pam Cameron desde el 3 de febrero de 2024.
Según la Ley de Irlanda del Norte de 1998,  el ministro principal
y el Viceministro Principal, actuando conjuntamente pueden determinar que varios miembros de la Asamblea de Irlanda del Norte sean nombrados ministros juniors o subalternos.
El salario de cada ministro subalterno en 2007-2008 (cuando se restableció la devolución) fue de £60.067,42, que disminuyó al nivel actual de £55.000,00 en 2016. 
El Partido Socialdemócrata y Laborista (SDLP) pidió la abolición inmediata de los puestos de ministros junior en su manifiesto electoral de 2011 para la Asamblea de Irlanda del Norte.

## Secretario Privado de la Asamblea
Tras las elecciones a la Asamblea de Irlanda del Norte de 2011, el Primer Ministro Peter Robinson y el Viceprimer Ministro Martin McGuinness anunciaron la creación del nuevo puesto de Secretario Privado de la Asamblea, disponible para todos los ministros del Ejecutivo de Irlanda del Norte.
El puesto es similar al de un secretario privado parlamentario en la Cámara de los Comunes, que brinda apoyo político al Ministro dentro del departamento. No es asalariado y está en manos de un diputado del mismo partido que el ministro. Si bien no es ministerial y, por lo tanto, está por debajo del rango de Ministro Junior, brinda experiencia a los miembros considerados como futuros ministros potenciales. No es obligatorio nombrar un Secretario Privado de la Asamblea; de hecho, el Partido de la Alianza de Irlanda del Norte inicialmente no hizo nombramientos.
En mayo de 2011, los funcionarios de la Oficina Ejecutiva de Irlanda del Norte estaban elaborando un código de conducta y procesos habilitantes para facilitar la creación de los puestos. Ninguno se había publicado en octubre de 2011, lo que significa que los puestos no habían sido creados por la Asamblea de Irlanda del Norte hasta ese momento. Sin embargo, fueron declarados cargos públicos en el registro de intereses de los afiliados el 29 de junio de 2011 y el 7 de octubre de 2011. 